# Rozsiewanie

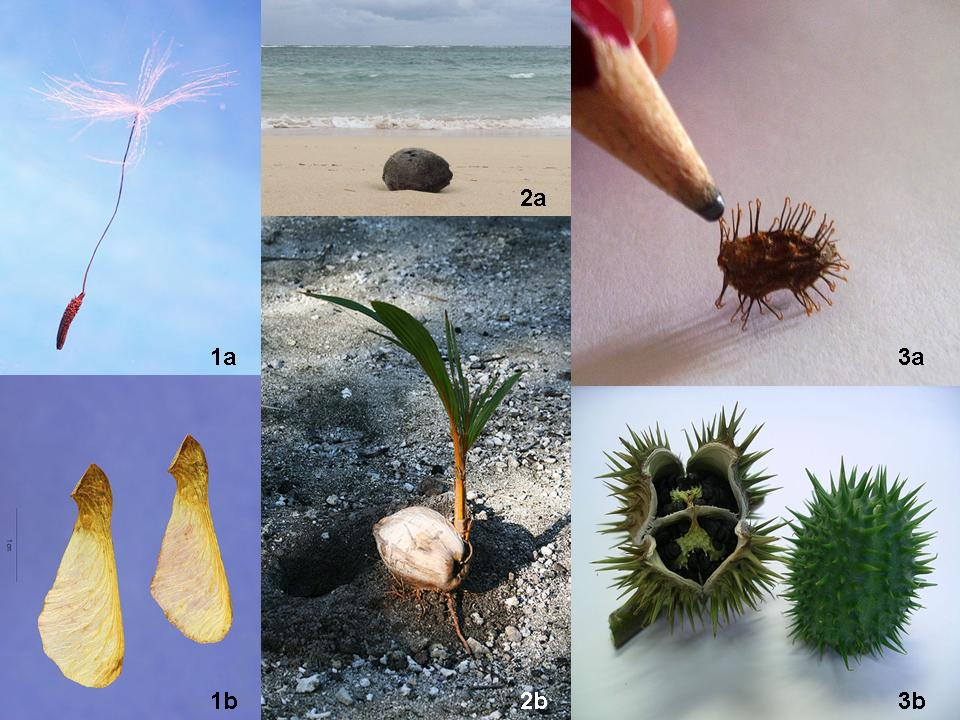
Trzy sposoby rozsiewania owoców: anemochoria – owoce mniszka z aparatem lotnym z puchu kielichowego (1a), skrzydlaki klonu (1b); hydrochoria – owoce kokosa (2a) unoszone przez wody oceaniczne na wiele kilometrów, dzięki czemu mogą kiełkować na nowych plażach (2b); zoochoria – owoce rzepnia kolczastego (3a) lub bielunia dziędzierzawy (3b) przyczepiające się do sierści zwierząt.

Rozsiewanie – rozprzestrzenianie diaspor roślinnych (nasion, zarodników, rozmnóżek). Proces umożliwia roślinom przemieszczanie i zajmowanie nowych terenów.
Najczęściej rośliny rozprzestrzeniają się za pomocą nasion. 
Ze względu na sposób rozsiewania wyróżnia się:
- obcosiewność (allochorię),
  - hydrochoria (przez wodę),
  - anemochoria (przez wiatr),
  - zoochoria (przez zwierzęta, w tym np. ornitochoria, myrmekochoria),
  - antropochoria (przez człowieka).
- samosiewność (autochorię),
  - blastochoria,
  - ballochoria,
  - barochoria,
  - herpochoria.